# Kataliza kwasowo-zasadowa

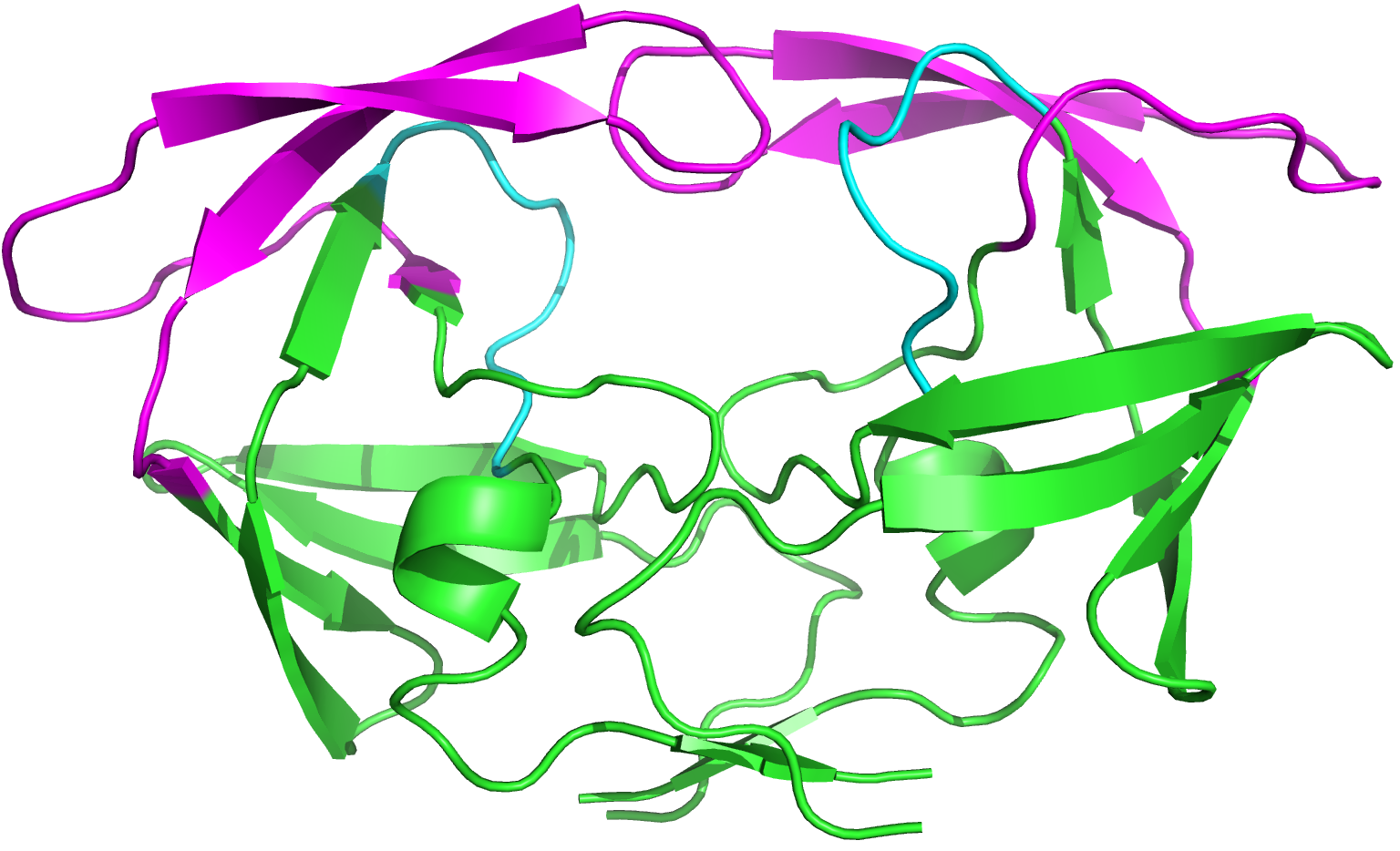
Katalizę kwasowo-zasadową prowadzi między innymi proteaza HIV-1

Kataliza kwasowo-zasadowa – jeden z czterech najważniejszych mechanizmów katalizy enzymatycznej.
Kataliza kwasowo-zasadowa opiera się na obecności w cząsteczce enzymu reszt aminoacylowych o łańcuchach bocznych mogących pełnić funkcję kwasu bądź zasady lub też na obecności grup prostetycznych mogących działać w ten sposób.
Katalizę kwasowo-zasadową podzielić można na specyficzną oraz ogólną. W tym pierwszym rodzaju uczestniczą albo tylko kationy wodoru H3O+ jako kwas i wtedy mówi się o katalizie specyficznej kwasowej, albo tylko aniony wodorotlenkowe OH- jako zasada – wtedy proces taki określa się mianem katalizy specyficznie zasadowej. W takim wypadku katalizowanej szybkość reakcji zależeć będzie od stężenia jonów oksoniowych i wodorotlenowych, ale nie od obecności i stężeń innych obecnych w środowisku reakcji kwasów czy też zasad. Inaczej przedstawia się sprawa w przypadku katalizy kwasowo-zasadowej ogólnej. Szybkość reakcji będzie w takim wypadku zależeć od obecności innych kwasów bądź zasad, czy to ogólnie w roztworze, czy to w miejscu aktywnym enzymu.
Jako przykład enzymów działających na zasadzie katalizy kwasowo-zasadowej wymienić można proteazy asparaginianowe. Jest to grupa enzymów, do której zalicza się pepsynę, katepsyny lizosomów oraz proteazę HIV.

Mechanizm działania proteazy HIV-1. Reakcja rozpoczyna się od przyłączenia kationu wodoru z wody do reszty asparaginianowej po stronie prawej z wytworzeniem nukleofilu OH- atakującego następnie węgiel tworzący wiązanie C=0. Tworzy się produkt pośredni z węglem w hybrydyzacji sp^{3}, widoczny na górze po prawej. Uprotonowanie go przez jedną z reszt aspartylowych enzymu powoduje jego rozpad z wytworzeniem produktów reakcji, widocznych na dole po prawej

Mechanizm działania, wspólny dla wymienionych proteaz, jest następujący. Rolę kwasu i zasady pełnią dwie zachowawcze reszty asparginianu. Ich otoczenie chemiczne wpływa nań w taki sposób, że tylko jedna z nich ulega jonizacji ale nie obie naraz. Wpierw jedna z nich, pełniąc na tym etapie rolę zasady, czyli akceptora protonu, pobiera go z cząsteczki wody, tworząc anion hydroksylowy OH-, posiadający właściwości nukleofilowe. Innym nukleofilem odgrywającym podobną rolę może być tiol. Nukleofil atakuje elektrofil w postaci atomu węgla karbonylowego biorącego udział w tworzeniu wiązania peptydowego, którego hydroliza stanowi reakcję katalizowaną przez enzym. Stan przejściowy obejmuje tetraedrtyczny atom węgla.
Do reakcji włącza się następnie kolejna reszta asparaginianu. Działa ona jako kwas, oddając kation wodoru na azot – grupie aminowej powstającej w wyniku hydrolizy wiązania peptydowego. Takim sposobem produkt pośredni reakcji rozpada się, powstają produkty.
Istnieje też odrębny pogląd na reakcję katalizowaną przez proteinazę HIV-1, zaprezentowany przez Jaskólskiego i współpracowników. Widzi on rzeczoną reakcję jako proces jednoetapowy, inaczej niż w opisanym wyżej mechanizmie. Występuje w nim cząsteczka wody o właściwościach nukleofilowych, atakująca wiązanie peptydowe wraz z kationem wodoru, oba te zdarzenia rozgrywają się w tym samym czasie.